# L'Or de Paris
L'Or de Paris est un des livres phares de la période de la Renaissance arabo-islamique ou Nahda, qui a débuté avec l'Expédition d’Égypte. Écrit par un imâm égyptien, Rifâ'a al-Tahtâwî, il décrit une relation de voyage qui va de 1826 à 1831, au cours de laquelle des étudiants égyptiens et leur imâm sont envoyés par le Pacha d'Égypte afin d'acquérir des connaissances utiles au renouveau scientifique et intellectuel de la société égyptienne. Paradoxalement, ce ne sont pas les étudiants de la mission qui subiront la plus grande influence mais leur imâm, Rifâ'a al-Tahtâwî, chargé pourtant de les encadrer afin qu'ils conservent leur cohésion et leurs bonnes mœurs.

## Résumé
Le 15 mai 1826, Rifâ'a al-Tahtâwî et ses étudiants arrivent à Paris pour une mission de 5 ans durant laquelle ils sont chargés d'apprendre les sciences que les Européens ont cultivées depuis le déclin de l'empire islamique. Curieux de tout, Rifâ'a va scruter avec précision la vie de l'époque dans toutes ses dimensions. De ce voyage va naître un livre, Takhlîs al-ibrîz fî talkhîs Bârîz ou Le raffinement de l'or: abrégé de Paris, qui sera publié en 1834. Dans son livre, Rifâ'a nous décrit son périple depuis le Caire jusqu'à Marseille, et de Marseille à Paris. Il s'arrête ensuite sur la ville de Paris afin de s'intéresser à ses habitants et à ses mœurs. Ne perdant pas de vue le but de sa mission, il consacre un essai sur le travail accompli par les étudiants et lui-même à satisfaire les demandes du Pacha. Présent lors de la Révolution de Juillet, il décrit dans un essai cette période trouble. Enfin, il s'évertue à dresser un panorama de l'état des sciences et des arts tels que les "Francs" les ont classifiés. Il clôt sa relation par le retour en Égypte et des considérations sur l'impact de la mission.